# Heinrich Dieter Holland
Heinrich Dieter „Dick“ Holland (* 27. Mai 1927 in Mannheim; † 21. Mai 2012 in Wynnewood, Montgomery County) war ein deutschamerikanischer Geochemiker.

## Leben
Holland wurde in Mannheim geboren und entkam als Jude mit dem Kindertransport den Nationalsozialisten nach Großbritannien. Er traf seine Familie in der Dominikanischen Republik wieder und zog mit ihr 1940 in die USA nach Kew Gardens (New York). Er studierte Chemie an der Princeton University mit dem Bachelor-Abschluss 1946, war zwei Jahre in der US Army bei geheimen Projekten in Zusammenhang mit der Gruppe von Raketenspezialisten um Wernher von Braun und studierte ab 1947 weiter an der Columbia University mit dem Master-Abschluss in Geologie 1948 und der Promotion in Geologie 1952. Er arbeitete dort mit dem Geochemiker Laurence Kulp. 1950 ging er an die Princeton University, wo er vom Instructor zum Professor aufstieg, und ab 1972 war er Professor an der Harvard University. Ab 1978 fungierte er dort als Direktor des Center for Earth and Planetary Physics. 2006 ging er dort in den Ruhestand (als Harry C. Dudley Professor of Economic Geology). Er forschte aber weiter als Gastwissenschaftler an der University of Pennsylvania bis zu seinem Tod.
Unter anderem war er Gastprofessor und Gastwissenschaftler an der University of Oxford (1956/57 als NSF Fellow), der Durham University (1963/64, Fulbright Lecturer), der Universität Heidelberg, dem Imperial College London, der Hebrew University in Jerusalem und der Universität Hawaii (1968/69, 1981).
Holland untersuchte anfangs die Thermodynamik hydrothermaler Erzlagerstätten und die Stabilität von Karbonaten. Später verlagerte sich sein Interesse auf die chemische Evolution der Erdatmosphäre und der Ozeane. In einem Aufsatz 1962 etablierte er die Idee eines Übergangs von einer stark reduzierenden zu einer oxidierenden Atmosphäre im Lauf der Erdgeschichte.
1998 erhielt er die Leopold-von-Buch-Plakette. Er war Mitglied der National Academy of Sciences und der American Academy of Arts and Sciences (1974). 1996 wurde er Fellow der Geochemical Society, deren Direktor er 1964 bis 1967, deren Vizepräsident er 1969/70 und deren Präsident er 1978 bis 1971 war. 1994 erhielt er deren  V. M. Goldschmidt Award und 1973 und 1979 deren F. W. Clarke Award. 1980/81 war er Alexander von Humboldt Forschungspreisträger, und er erhielt 1995 die Penrose-Goldmedaille. 1975/76 war er Guggenheim Fellow. Er war Fellow der American Geophysical Union und der Geological Society of America.

## Schriften
- The Chemistry of the Atmosphere and Oceans, Wiley 1978, ISBN 978-0-471-03509-1
- The Chemical Evolution of the Ocean and Atmosphere, Princeton University Press, 1984, ISBN 978-0-691-02381-6
- mit Ulrich Petersen: Living Dangerously, Princeton University Press, 1995, ISBN 978-0-691-03266-5
- The geological history of sea water. In: Holland, Karl Turekian u. a. (Hrsg.): Treatise on Geochemistry, Band 6, Elsevier 2003, ISBN 0-08-044341-9, S. 583–625 (PDF)